# Xysticus apricus
Xysticus apricus là một loài nhện trong họ Thomisidae.
Loài này thuộc chi Xysticus. Xysticus apricus được Ludwig Carl Christian Koch miêu tả năm 1876.